# Johann Heinrich Voss
Johann Heinrich Voss (Sommersdorf, 20 febbraio 1751 – Heidelberg, 29 marzo 1826) è stato un poeta e traduttore tedesco.

## Biografia
Voss era il figlio di un contadino. Nel 1772 studiò presso l'Università di Gottinga, in particolare studiò teologia (brevemente) e filologia e divenne uno degli spiriti più importanti del Göttinger Hain, un gruppo di giovani poeti provenienti da Klopstock. Su invito di Heinrich Christian Boie divenne redattore del Göttinger Musenalmanach.
Nel 1777 sposò Ernestine, sorella dell'amico Boie.
Dal 1778 al 1802 Voss fu direttore delle scuole, prima a Otterndorf, Hannover, dove cominciò a tradurre l'Odissea, poi a Eutin (1782), dove tradusse l'Iliade.
Nel 1789, pubblicò la traduzione del poema virgiliano Bucoliche e Georgiche. Nel 1793, la sua traduzione dell'Iliade di Omero e dell'Odissea fu contenuta in una edizione unica.
Nel 1802 andò in pensione, venendo stipendiato con 600 talleri – successivamente si trasferì a Jena – ma nel 1805, Johann Wolfgang von Goethe cercò di convincerlo. Infine, Voss si decise e ritornò ad insegnare presso l'Università di Heidelberg. In quest'università fu stipendiato molto di più rispetto alle università precedenti, e sempre in questo periodo si dedicò interamente alle sue opere letterarie e traduzioni. 
Negli anni rimasti incominciò a pubblicare opere contro i romantici come Heyen (Mythologische Briefe), Stolberg per la sua conversione al cattolicismo (Wie ward Fritz Stolberg ein Unfreier?), e con il romantico Creutzer (Antisymbolik).

## Opere

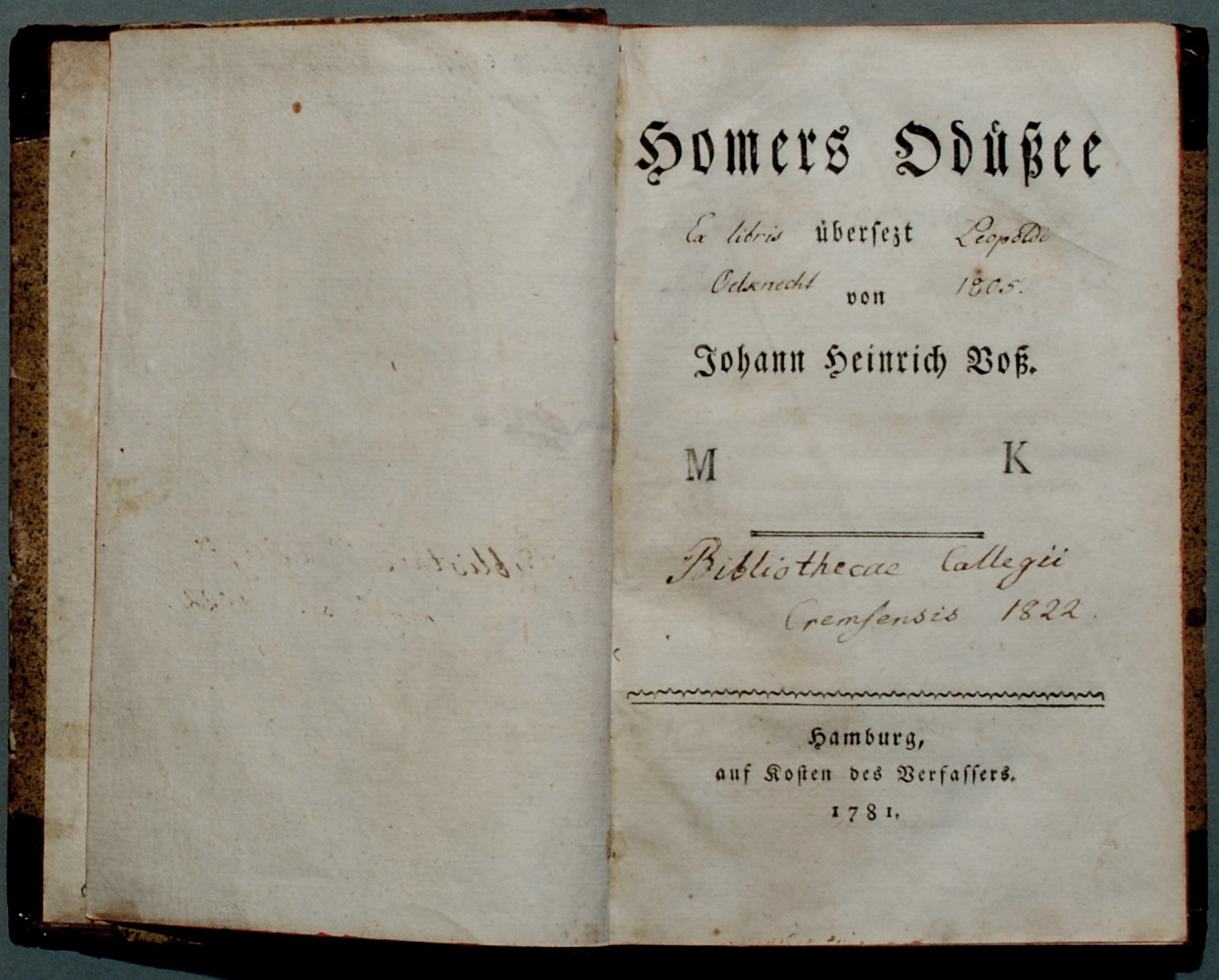
Frontespizio della prima edizione dellOdissea di Omero tradotta da Johann Heinrich Voss (1781).

### Poesie
Voss fu un uomo di carattere straordinariamente indipendente e vigoroso.
Il capolavoro di Voss fu Luise pubblicato nel 1795; si tratta di un complesso di tre idillî in esametri, che narra la storia delle nozze della figlia di un parroco protestante. In quest'opera ha cercato di applicare lo stile e i metodi della poesia classica all'espressione del pensiero e del sentimento moderno tedesco. Inoltre quest'opera spinse a Goethe a produrre Hermann und Dorothea.
Le sue poesie furono spesso suonate da compositori contemporanei come C.P.E. Bach, Johann Friedrich Reichardt e Johann Abraham Peter Schulz, Felix Mendelssohn, Carl Maria von Weber e Johannes Brahms. Molti dei suoi poemi e le composizioni furono pubblicati su Musenalmanach.

### Traduzioni
Voss è un noto traduttore. Le sue più famose traduzioni sono quelle di Omero. Dal 1818 al 1829, con l'aiuto di suo figlio Heinrich fece una versione su William Shakespeare in 9 volumi, e una su Aristofane. Tradusse anche le opere di Esiodo (1806), Teocrito, Bione di Smirne e Mosco (1808), Virgilio (1799, rivista 1821), Orazio (1806), Tibullo (1810), Properzio (1830) e Ovidio (1798).